# Medetera albiseta
Medetera albiseta är en tvåvingeart som beskrevs av Octave Parent 1927. Medetera albiseta ingår i släktet Medetera och familjen styltflugor. Inga underarter finns listade i Catalogue of Life.